# Anna Rüh
Anna Rüh (ur. 17 czerwca 1993 w Greifswaldzie) – niemiecka lekkoatletka specjalizująca się w pchnięciu kulą i rzucie dyskiem.
Podczas mistrzostw świata juniorów w Moncton (2010) odpadła w eliminacjach rzutu dyskiem. W 2011 zdobyła srebro w rzucie dyskiem i brąz w pchnięciu kulą na rozegranych w Tallinnie mistrzostwach Europy juniorów. W 2012 odniosła liczne sukcesy w rzucie dyskiem: była 4. podczas mistrzostw Europy, została mistrzynią świata juniorek, a na igrzyskach olimpijskich zajęła 9. miejsce. W 2013 została młodzieżową mistrzynią Europy. Czwarta zawodniczka mistrzostw Europy w Zurychu (2014).
Rekordy życiowe: rzut dyskiem – 66,14 (10 maja 2015, Wiesbaden); pchnięcie kulą w hali – 17,68 (27 lutego 2016, Lipsk), na stadionie – 17,20 (3 czerwca 2016, Schönebeck).